# Pallacopas Vallis
La Pallacopas Vallis è una struttura geologica della superficie di Marte.